# Nadja Nikolajewna Ruschewa
Nadja (Nadeschda) Nikolajewna Ruschewa, geboren Naidan Nikolajewna Ruschewa, (russisch Надя (Надежда) Николаевна  Рушева, урожд. Найдан Николаевна Рушева; * 31. Januar 1952 in Ulan-Bator; † 6. März 1969 in Moskau) war eine sowjetische Zeichnerin.

## Leben
Ruschewas Eltern waren der sowjetische Theaterregisseur Nikolai Ruschew (1918–1975) und die tuwinische Ballerina Natalja Aschikmaa-Ruschewa (1926–2015), die 1950 nach Ulan-Bator abgeordnet worden waren und im Sommer 1952 mit der Tochter nach Moskau zurückkehrten.
Ruschewa begann mit fünf Jahren zu zeichnen, ohne dass ihr jemand es gezeigt hatte. Mit sieben Jahren zeichnete sie täglich nach dem Schulunterricht. Als eines Abends ihr Vater ihr Puschkins Gedicht vom Zaren Saltan vorlas, zeichnete sie 36 Bilder dazu.
Ab 1962 lernte Ruschewa im Pionierpalast der Leninpioniere auf den Leninbergen bei Ljudmila Alexandrowna Matnizkaja. Dort gab es häufig Ausstellungen, Feiern, Ausflüge und Treffen mit sowjetischen und ausländischen Künstlern, so 1963 mit Gianni Rodari, der auf eine Zeichnung Nadjas Bravo, Nadia! Bravo! schrieb. Einige Arbeiten Nadjas wurden auf Ausstellungen in Genua und den USA geschickt.
Als der Korrespondent Lew Wiktorowitsch Bobrow der Jugendzeitschrift Junost (Jugend) Zeichnungen Ruschewas entdeckte, organisierte der Chefredakteur Boris Nikolajewitsch Popewoi nach Rücksprache mit Lew Kassil im Mai 1964 die erste offizielle Ausstellung mit 165 Zeichnungen des Wunderkinds Ruschewa mit anschließender Veröffentlichung. Im Oktober dieses Jahres wurden 80 Zeichnungen in der Lomonossow-Universität Moskau ausgestellt. Im folgenden Jahr wurden in der Junost Ruschewas erste Illustrationen zu Eduard Paschnews Erzählung Newtons Apfel veröffentlicht. Es folgten Illustrationen zu altgriechischen Mythen, Lew Tolstois Krieg und Frieden und zuletzt Michail Bulgakows Der Meister und Margarita neben weiteren Werken. Ihre Zeichnungen entstanden immer in einem Zuge ohne Entwürfe, und nie benutzte sie ein Radiergummi. Es gab persönliche Ausstellungen in der UdSSR, Polen, der Tschechoslowakei, der DDR, Rumänien, Indien, Japan, den USA u. a.
Im Sommer 1967 wurde Ruschewa vom Komsomol-Zentralkomitee erstmals in das Leninpionierlager Artek auf der Krim geschickt, wo sie als Delegierte aus Moskau am 3. Allunionstreffen der Leninpioniere teilnahm  und sich mit dem Filmregisseur Oleg Safaralijew und anderen befreundete.
Ruschewas Kunst wurde von Dmitri Lichatschow, Irakli Andronikow und Wassili Watagin sehr geschätzt.

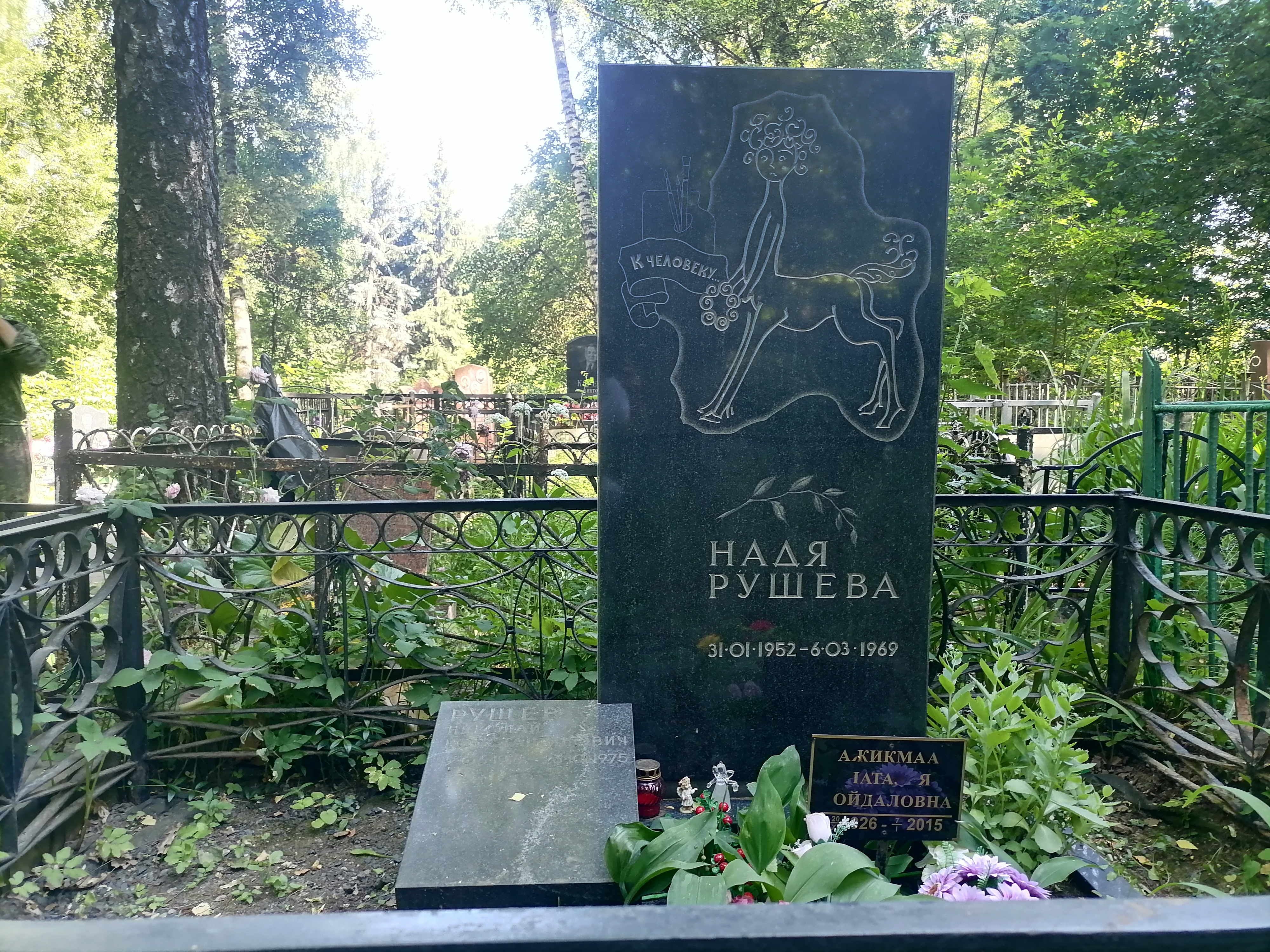
Ruschewas Grab auf dem Moskauer Pokrowskoje-Friedhof

Ruschewa starb am 6. März 1969 im Krankenhaus durch einen Schlaganfall nach dem Riss eines Zerebralen Aneurismas mit Gehirnblutung. Sie wurde auf dem Moskauer Pokrowskoje-Friedhof begraben. Auf ihrem Grabstein ist ihre Kentaur-Zeichnung zu sehen. Sie hinterließ etwa 12000 Zeichnungen.
Unter Ruschewas Zeichnungen gibt es Zeichnungen zum Ballett Anna Karenina, das lange nach ihrem Tod von Boris Eifman mit Maja Plissezkaja in der Hauptrolle aufgeführt wurde.
Anna Rodionowa schrieb 1973 das Mädchen-Nadja-Lied.
Im November 1973 wurden im Kunstmuseum der Oblast Uljanowsk in einer Ausstellung mehr als 200 Werke Ruschewas gezeigt.
Ruschewas Zeichnung des Maltschisch-Kibaltschisch (aus Arkadi Gaidars Märchen vom Kriegsgeheimnis oder  Maltschisch-Kibaltschisch und das veerschwiegene Wort) nahm der Kosmonaut Georgi Gretschko mit auf seinem Flug mit dem Raumschiff Sojus 17 zur Raumstation Saljut 4 und zeigte es von dort in seinem Bericht am 31. Januar 1975 mit weltweiter Ausstrahlung.
Die Astronomin Ljudmyla Karatschkina entdeckte 1982 den Asteroiden 3516 und benannte ihn nach Ruschewa.
Im Kaukasus gibt es den Nadja-Ruschewa-Pass.
Ruschewas Kentaur ist das Emblem der nichtkommerziellen Non-Fiction-Film- und Fernsehgesellschaft Kentaur, die das Filmfestival Botschaft an den Menschen durchführt und die jährlichen Preise Goldener Kentaur und Silberner Kentaur verleiht. An der Treppe des St. Petersburger Hauses des Kinos wurde 2003 ein Kentaur-.Denkmal enthüllt.